# Marko Majstorović (glumac)
Marko Majstorović (Zagreb, 22. kolovoza 1978.) - hrvatski televizijski i filmski glumac.

## Filmografija

### Televizijske uloge
- "Urota" kao operativac Šarić (2007.)
- "Bibin svijet" kao Ringo (2007.)
- "Zabranjena ljubav" kao Krešo Iveta (2006. – 2007.)
- "Obični ljudi" kao Vlado Barišić (2006. – 2007.)
- "Ljubav u zaleđu" kao Ivek (2005. – 2006.)

### Filmske uloge
- "Turneja" kao vojnik ZNG #3 (2008.)
- "Zapamtite Vukovar" (2008.)
- "Pravo čudo" kao gost (2007.)

## Vanjske poveznice
- Marko Majstorović u internetskoj bazi filmova IMDb-u (engl.)